# Yogiraj Aruna Nath Giri
Aruna Nath Giri (Buenos Aires, 27 maggio 1941 – Buenos Aires, 20 ottobre 2020) è stato un mistico e maestro spirituale argentino.
Ricercatore di materie legate alla metafisica, alle religioni orientali e maestro di Yoga, Aruna Nath Giri nasce in Argentina nel 1941. A vent'anni inizia i suoi viaggi in giro per il mondo: vive dapprima in diverse città europee e a partire dal 1969 si reca in India, dove conosce Yogamaharishi Swami Gitananda, che diverrà il suo maestro.
Durante la sua lunga permanenza in India, studia assiduamente la cultura e le tecniche dello Yoga dei Rishi, viaggiando a lungo in varie regioni indiane e divenendo il principale allievo di Gitananda.
Tornato in Europa trasmette la pratica dello yoga in Francia, Danimarca e quindi, in Italia, dove a Palermo e Milano fonda i Centri di cultura Rishi.
A lui si deve, a partire da fine anni settanta, l'introduzione in Sicilia dello Yoga dei Rishi, che trae origine dall’Ashtanga Yoga, adoperando tecniche provenienti dall’Hatha Yoga, dal Raja Yoga, dallo Jnana Yoga, oltre a fare ampio uso di tecniche di Pranayama.
Nei primi anni Ottanta si trasferisce definitivamente in Sicilia, ma si reca spesso in India presso l'Ananda ashram di Pondicherry, e in Argentina: anche qui fonda centri legati allo Yoga dei Rishi. 
La sua ricerca spazia anche nei campi della Neurologia e della Nutrizione cellulare.
Muore in Argentina nell'ottobre del 2020.